# Автошлях Н 22
Автошля́х H 22 — національна автомобільна дорога державного значення на території України, Устилуг — Луцьк — Рівне. Проходить територією Волинської та Рівненської областей.
Автошлях починається в пункті контролю «Устилуг» на кордоні з Польщею (продовженням в польський бік є автошлях  74). Проходить через Володимир, Торчин, Луцьк і закінчується в місті Рівне.

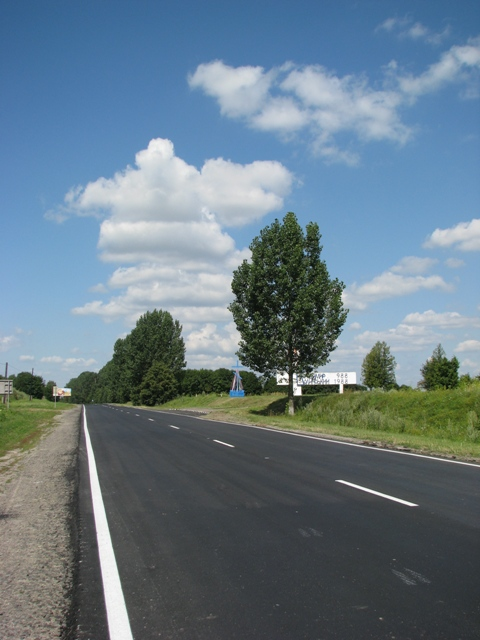
Біля Володимира

Загальна протяжність — 147,9 км.